# Kuifje (personage)

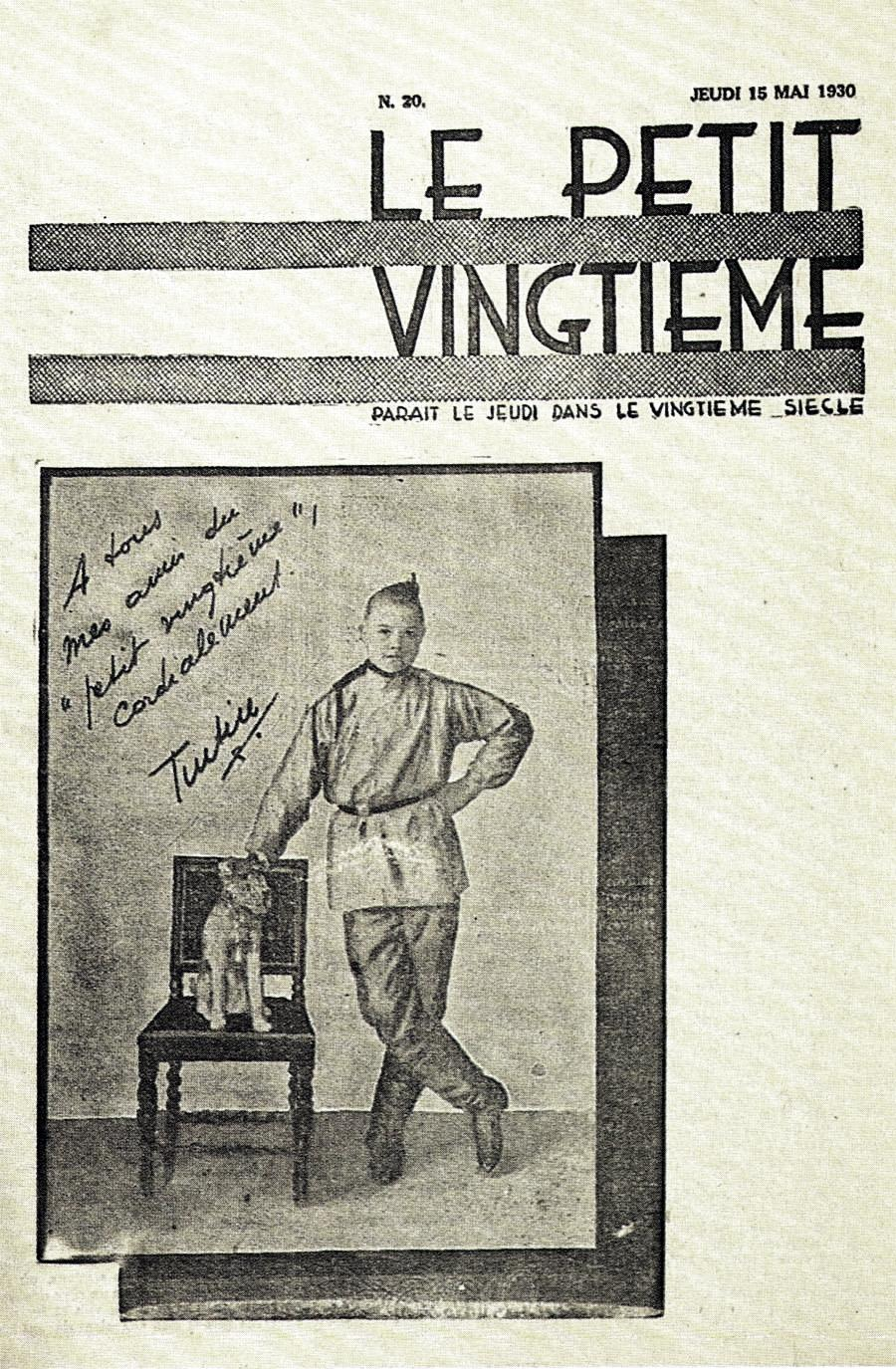
Kuifje op de voorkant van Le Petit Vingtième, 15 mei 1930

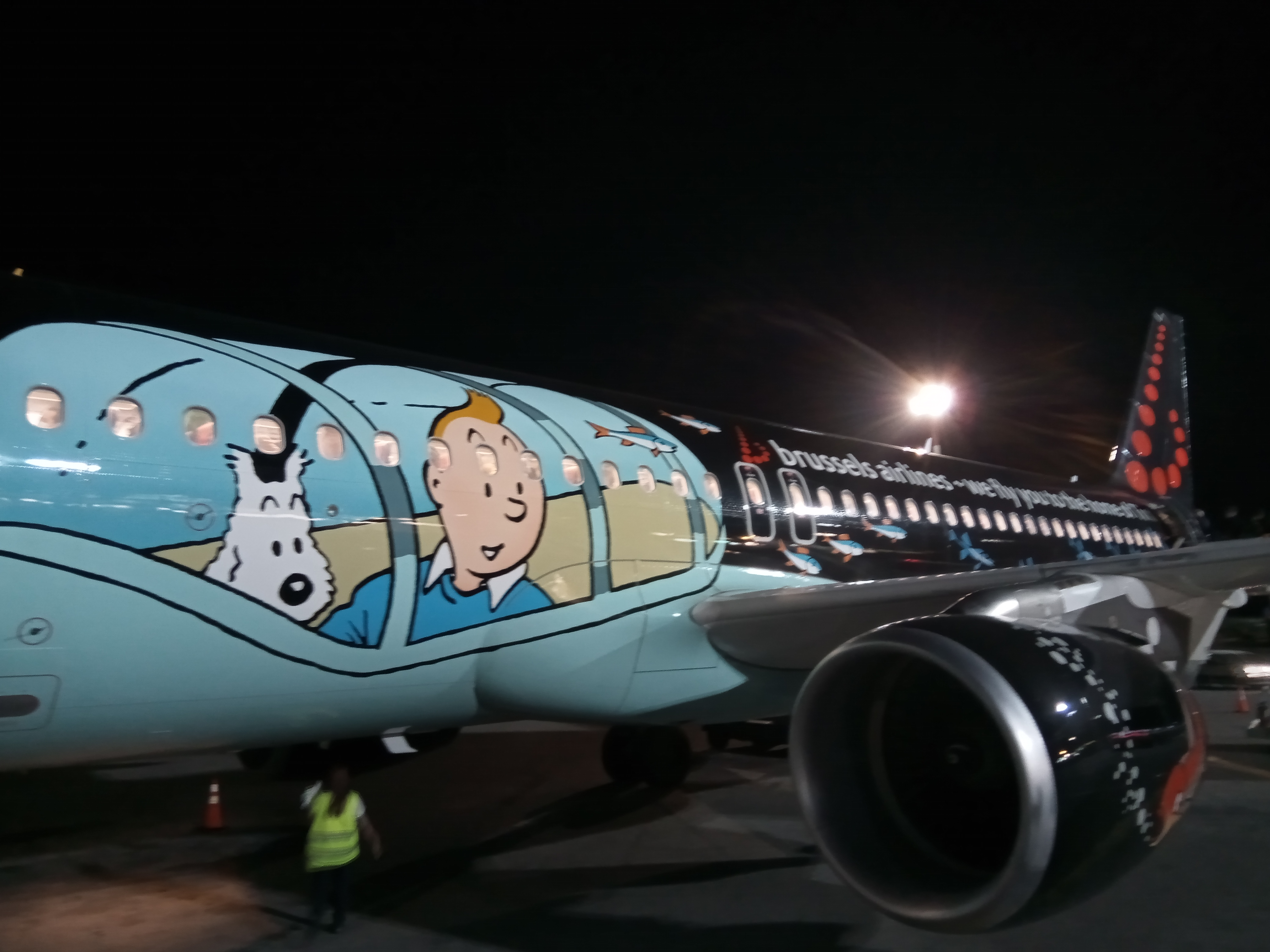
Kuifje op een vliegtuig van Brussels Airlines, 2022

Kuifje (Frans: Tintin) is de Nederlandstalige naam voor de fictieve hoofdpersoon in de stripserie De avonturen van Kuifje. De van oorsprong Franstalige stripserie is van de hand van de Belgische tekenaar en scenarist van stripverhalen Georges Remi (1907-1983), die werkte onder het pseudoniem Hergé.

## Geschiedenis
In het kerstnummer van 30 december 1928 van het Belgische satirische weekblad Le Sifflet publiceerde Hergé twee ballonstrips. Eén ging over een jongen met een witte, draadharige foxterriër. De ballonstrips sloegen aan en Hergés baas abbé Norbert Wallez verzocht hem met twee soortgelijke figuren een vervolgstrip te maken die zich afspeelt in de Sovjet-Unie. De twee werden voor het eerst als Tintin (pas in 1943 kreeg hij in het Nederlands de naam Kuifje) en Milou (ook pas veel later in het Nederlands Bobbie) afgebeeld op 4 januari 1929 in het Belgische streng conservatieve en rooms-katholieke dagblad Le Vingtième Siècle, waarover Wallez de scepter zwaaide. Het was niet meer dan een vooraankondiging van de strip, die de naam kreeg van les Aventures extraordinaires de Tintin, reporter, et de son chien Milou, au pays des Soviets (De bijzondere avonturen van Tintin, journalist, en zijn hond Milou in het land der Sovjets) en bestond uit welgeteld één plaatje. Tintin had toen nog geen kuif; die ontstond na een paar bladzijden, toen Tintin in een open auto stapte en de rijwind zijn haar in de nu bekende vorm blies. Hij bleef dit kapsel houden. Hergé gaf als reden dat hij indertijd nog niet zo goed kon tekenen en er daarom verschillen waren in de afbeeldingen van Tintin. Voor de herkenbaarheid schonk hij Tintin een andere haardracht.
De eerste aflevering van de strip verscheen op 10 januari 1929 in Le Petit Vingtième, de jeugdbijlage van Le Vingtième Siècle. Het eerste stripalbum is Kuifje in het land van de Sovjets uit augustus 1930. Met 138 pagina's is het zwart-wit album direct het dikste van de reeks. Na de uitgave van Tintin en Amérique (Kuifje in Amerika) nam uitgeverij Casterman de uitgave op zich.
De eerste Kuifje-strip in het Nederlands verscheen eind 1940 in de Belgische krant Het Laatste Nieuws. Kuifje heette toen nog Tintin. Dat veranderde pas in 1943 bij de publicatie van de strip De geheimzinnige ster, toen voor Kuifje werd gekozen. Die naam werd voor het eerst afgedrukt op 27 oktober 1943. Toen in het dagelijkse katern van Het Laatste Nieuws met De geheimzinnige ster gestart werd, was in de wekelijkse kinderbijlage van deze krant de Kuifje-strip Gespleten Oor (in latere uitgaven Het gebroken oor) nog niet afgerond; daar heette Kuifje dus nog steeds Tintin. Deze strip eindigde in Het Laatste Nieuws op 23 februari 1944. Sindsdien heet Tintin in alle Nederlandstalige uitgaven alleen nog Kuifje.
In totaal kwamen tijdens het leven van de schrijver 23 Kuifje-albums uit. In 1986, drie jaar na het overlijden van Hergé, verscheen in schetsvorm een deel van wat het 24e album had moeten worden: Kuifje en de Alfa-kunst.
Naast stripalbums werden ook enkele tekenfilms van speelfilmlengte gemaakt en korte tekenfilms gebaseerd op de albums. In de jaren zestig verschenen twee live-action-speelfilms over Kuifje, Kuifje en het geheim van het Gulden Vlies en Kuifje en de blauwe sinaasappels, in de 21e eeuw gevolgd door de 3D-animatiefilm The Adventures of Tintin: The Secret of the Unicorn, geregisseerd door Steven Spielberg en geproduceerd door Peter Jackson. Daarnaast werden tal van filmstroken gemaakt voor gebruik in een toverlantaarn. Ook werden tassen, agenda's enzovoort uitgebracht met afbeeldingen van de stripheld en andere personages uit de Kuifje-albums. Verder verschenen onder meer postzegels en boeken over Kuifje.
Op 22 mei 2007, Remi's 100e geboortedag, vond in het Luxor Theater in Rotterdam de première plaats van een musical over de "onverschrokken reporter". Deze was vijf jaar eerder met veel succes in België opgevoerd. In juli 2007 werd de musical opgevoerd in Oostende.
Van 1946 tot 1992 bestond er een stripweekblad met de naam Kuifje.
Omdat de eerste strip van Kuifje in 1929 verscheen, bevindt het karakter zich sinds 2025 in het publiek domein in de Verenigde Staten. Tekeningen en verhalen gemaakt na 1929 bevinden zich hier nog niet in. In Europa komt Kuifje pas in 2054 in het publiek domein. 

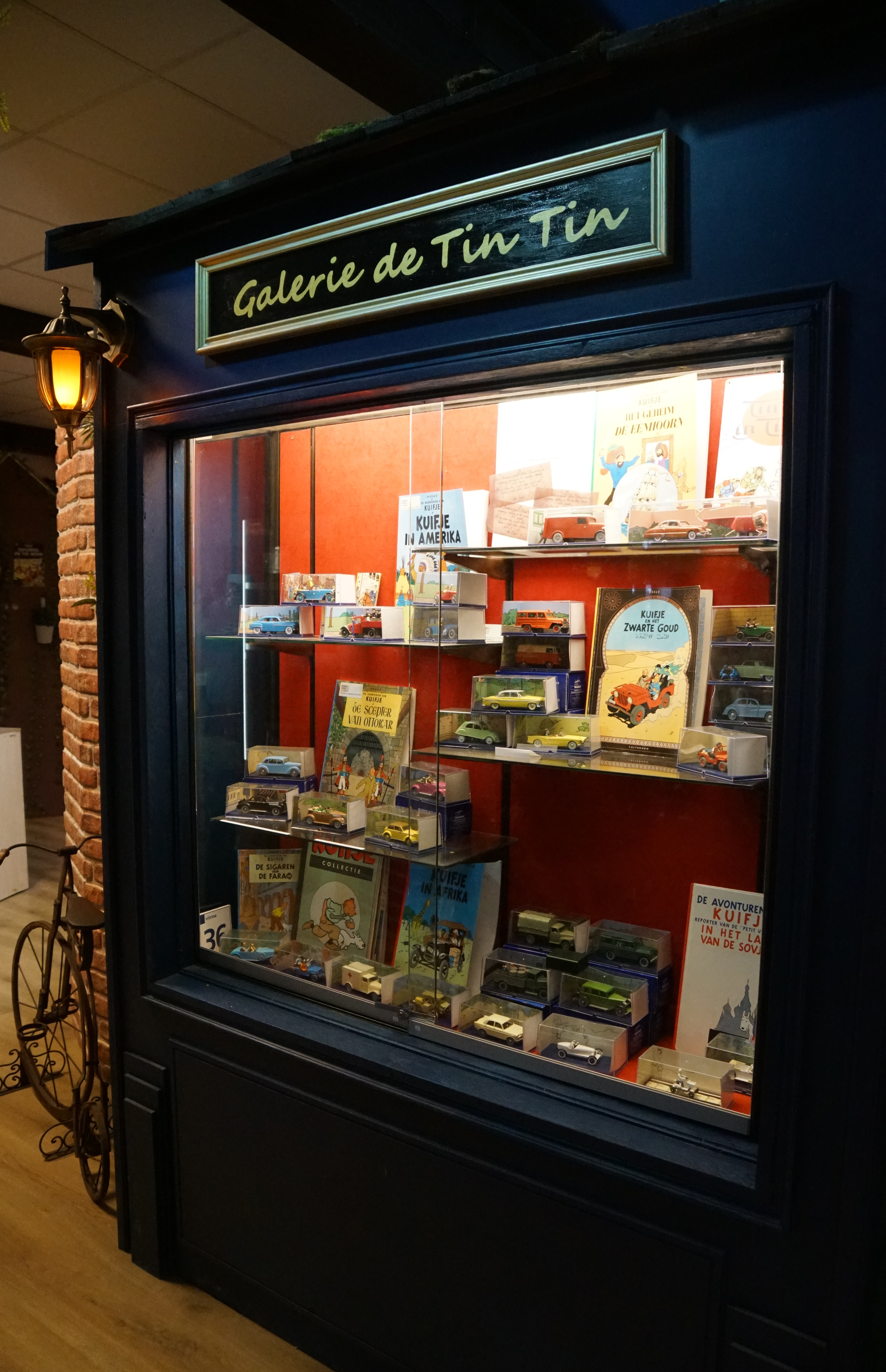
Kuifje-vitrine Galerie de Tin Tin in het Openbaar Vervoer & Speelgoed Museum (Doesburg).

## Kenmerken
Kuifje is een verslaggever die met zijn hond Bobbie in Brussel woont. In de Nederlandse uitgaven woont hij in de albums Het gebroken oor, De scepter van Ottokar en Het geheim van de Eenhoorn op nummer 26 van de fictieve Labradorstraat (in het Frans: Rue du Labrador), op 1-hoog. In De scepter van Ottokar heeft hij een hospita: mevrouw Vink (Madame Pinson). Toen het verhaal Tintin au pays de l'or noir, later in het Nederlands Kuifje en het Zwarte Goud, in de jaren 1939-1940 in Le Petit Vingtième stond, woonde Tintin in een ander huis op de begane grond. In latere publicaties werd dit gegeven verwijderd.
Volgens Hergé was Kuifje in het eerste album veertien of vijftien jaar oud en in de laatste uitgave mogelijk negentien. Hij is rechtschapen, slim en vecht tegen onrecht, kan autorijden, vliegtuigen, tanks, een duikboot en een maanraket besturen, kortegolfzenders bedienen en ondanks zijn leeftijd en tengere gestalte kan hij vechten als de beste. Kuifje kan ook overweg met vuurwapens. Kuifje drinkt vrijwel nooit alcohol, dit in tegenstelling tot zijn vriend kapitein Haddock, die alcoholist is. Van Kuifjes familie, zo die al bestaat, is niets bekend. Hij heeft geen romantische partner.
In de eerste verhalen verkleedt hij zich vaak, maar uiteindelijk draagt hij vooral een lichtblauwe trui met lange mouwen met daaronder een overhemd met witte, ronde  kraag. De kleur blauw was een bedenksel van Hergés assistent Edgar P. Jacobs. Vanaf het eerste verhaal tot en met De juwelen van Bianca Castafiore draagt hij een pofbroek; in de kleurendrukken is die bruin. Toen Hergé het personage Kuifje bedacht, was deze broek in België in de mode. Hergé droeg ze zelf ook. In het in 1976 uitgegeven Kuifje en de Picaro's draagt Kuifje bruine jeans met strakke pijpen.
Hoewel Kuifje officieel verslaggever is, is er nooit een reportage van hem te zien. Evenmin brengt hij ooit een bezoek aan zijn werkgever. In de eerste verhalen werd hij nog op pad gestuurd door zijn baas van Le Petit Vingtième, maar in latere albums is hij tijdens zijn avonturen niet meer als journalist aan het werk, behalve dan nog in De geheimzinnige ster, waar hij bij de expeditie naar een meteoriet aanwezig is als officiële en enige vertegenwoordiger van de pers.

## Vermeende modellen
Officieel is nooit vastgesteld of en op wie het personage van Kuifje is geïnspireerd op een rolmodel. Hergé zelf beweerde altijd: Tintin, c'est moi (Kuifje, dat ben ik).
Toch zijn er diverse theorieën. Een ervan betreft Palle Huld, een Deense jongen die in 1928 op vijftienjarige leeftijd een prijsvraag won van de Deense krant Politiken en in vierenveertig dagen een wereldreis mocht maken. Op basis van zijn ervaringen bracht Huld in 1928 het boek Jorden rundt i 44 Dage af Palle uit, dat werd vertaald en in meerdere landen werd uitgebracht (in het Nederlands: Een reis om de wereld in 44 dagen). De roodharige Huld werd op zijn reis veelvuldig gefotografeerd met pet en plusfour, kenmerken die overeenkomen met de in 1929 voor het eerst verschenen Kuifje.
Een andere theorie betreft Robert Sexé. In 1996 verscheen het boek Sexé au pays des Soviets, waarin auteur JanPol Schulz de stelling poneert dat Kuifje gebaseerd is op journalist en avonturier Robert Sexé. Sexé had enkele jaren voor de publicatie van de eerste Kuifjestrip Kuifje in het land van de Sovjets de Sovjet-Unie bezocht per motorfiets. Sexé was bovendien bevriend met mecanicien met de naam René Milhoux, wat dan weer doet denken aan Milou, de Franse naam van Bobbie. Schulz beschreef ook fysieke gelijkenissen. Of Sexé echt model stond voor Kuifje is niet bewezen en wordt door het Hergé Genootschap betwijfeld.
De Belgische politicus en nazicollaborateur Léon Degrelle beweerde dat hijzelf model stond voor Kuifje. Degrelle was een collega van Hergé bij de krant Le Vingtième Siècle. Hergé heeft deze hypothese altijd ontkend.

## Kuifje in dialecten en andere talen
- Keufke: Antwerps
- Kuifie: Afrikaans
- Kuifke: Kortrijks, Gents
- Kuiftsje: Oostends
- タンタン (Tantan): Japans
- Tenten: Grieks, Perzisch, Turks
- Tim: Duits
- Tinĉjo: Esperanto
- Tinni: IJslands
- Tintim: Portugees

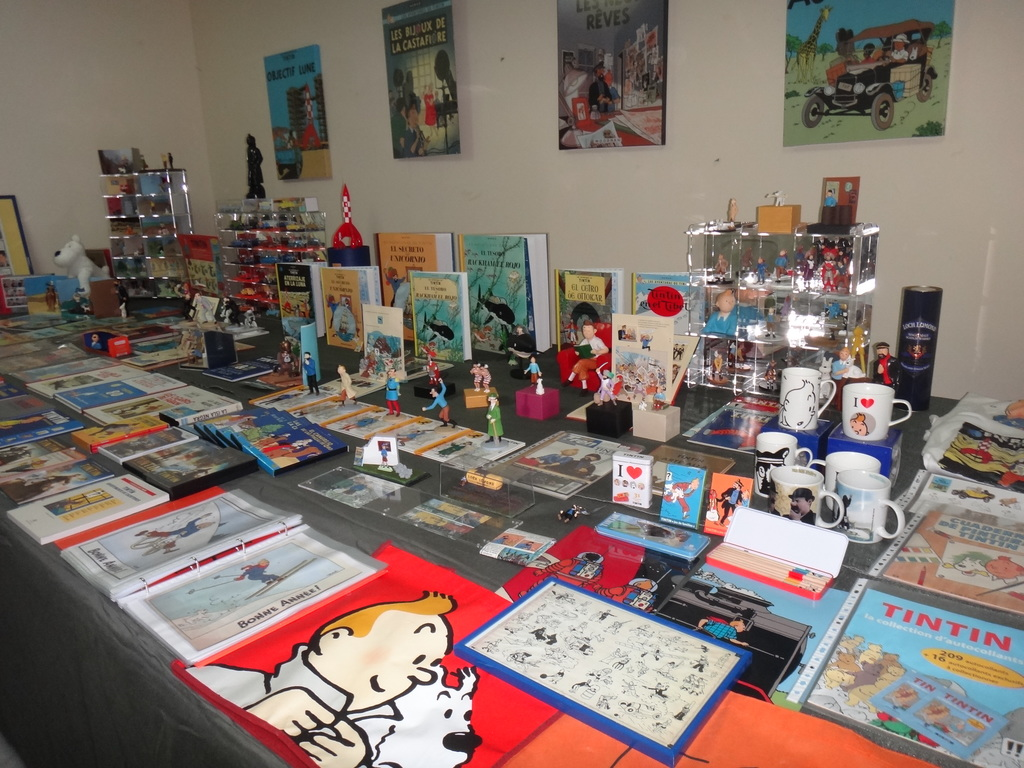
Collectie Kuifje-merchandising

- Tintin: Arabisch (تان تان), Bretons, Brussels, Deens, Engels, Frans, Hebreeuws (טין טין), Hongaars, Indonesisch, Italiaans, Luxemburgs, Nederlands (1940-1944),[1] Noors, Pools, Roemeens, Russisch (Тантан, Тинтин), Slowaaks, Tsjechisch, Vietnamees, Welsh, Zweeds en andere talen.
- Tintín: Catalaans, Spaans.
- Tintinen: Baskisch
- Tintti: Fins
- Titinus: Latijn
- Túfke: Fries
- Tufty: Engels (vanaf 1944), totdat in 1958 voor de naam Tintin gekozen werd[13]
- Tuufke: Twents

## Vertolkingen
- Jean-Pierre Talbot speelde de rol van Kuifje in de films Kuifje en het geheim van het Gulden Vlies en Kuifje en de blauwe sinaasappels.
- In de tekenfilmserie Hergé's avonturen van Kuifje (1959-1964) van Belvision werd de stem van Kuifje ingesproken door Martin Brozius.
- In de tekenfilmserie De avonturen van Kuifje (1991-1992) werd de stem van Kuifje ingesproken door Michael Pas.
- In de musical Kuifje: De Zonnetempel speelden Tom Van Landuyt en Jelle Cleymans Kuifje.
- In de film The Adventures of Tintin: The Secret of the Unicorn speelde Jamie Bell de rol van Kuifje.
- Voor het computerspel The Adventures of Tintin: The Secret of the Unicorn sprak Adam Howden de stem van Kuifje in.

## Cameo inDe 4 helden
In het verhaal De heilige koe van de stripreeks De 4 helden van François Craenhals maakte Kuifje een cameo. Deze cameo werd door Hergé zelf getekend.

## Als bijnaam
De Nederlandse voetballer Ronald Koeman werd in Spanje vanwege zijn gelijkenissen ook wel Tintín genoemd, wat Spaans is voor Kuifje. Gelijkaardige voorbeelden in de sport zijn Thibaut Courtois, Olivier Jacque, Dario Frigo, Kevin De Bruyne en Phillip Cocu, die ook een bijnaam kregen die verwees naar Kuifje.

## Voetbaltenue
In 2024 kreeg de nationale Belgische mannenvoetbalploeg een nieuwe tenue die refereert aan de typische kledij van Kuifje: witte sokken, een bruine short, een lichtblauw shirt en een witte kraag. Dit wordt outfit voor de uitwedstrijden van de Rode Duivels op het EK 2024. De ploeg en kledij werden voorgesteld in het Hergé Museum.